# Paratooïta-(La)
La paratooïta-(La) és un mineral de la classe dels carbonats.

## Característiques
La paratooïta-(La) és un carbonat de fórmula química (REE,Ca,Na,Sr)₁₂Cu₂(CO₃)16. Va ser aprovada com a espècie vàlida per l'Associació Mineralògica Internacional l'any 2005. Cristal·litza en el sistema ortoròmbic. Es troba en forma de feixos de cristalls radials tabulars de fins a 200 micres.
Segons la classificació de Nickel-Strunz, la paratooïta-(La) pertany a «05.AD - Carbonats sense anions addicionals, sense H₂O, amb elements de les terres rares (REE)» juntament amb els següents minerals: sahamalita-(Ce), petersenita-(Ce), remondita-(Ce) i remondita-(La).

## Formació i jaciments
És un mineral secundari que es troba en una pissarra dolomítica tallada per filons de quars que contenen calcopirita i magnetita. Va ser descoberta a la mina de coure de Paratoo, a Yunta, a la província d'Olary, a Austràlia Meridional (Austràlia), l'únic indret on se n'ha trobat, associada a altres minerals com: kamphaugita-(Y), donnayita-(Y), bastnäsita-(La), malaquita, nontronita i limonita.